# .th
‎.th‏ دامنه اینترنتی کشور تایلند است.